# Antoine Wiertz

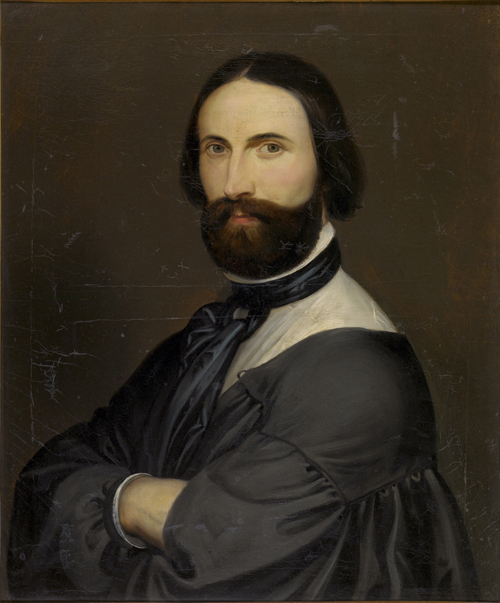
Antoine Wiertz.

Antoine Joseph Wiertz (Dinant, 22 de fevereiro de 1806 – Bruxelas, 18 de junho de 1865) foi um pintor e escultor romântico da Bélgica. Ele pintou principalmente temas históricos, religiosos e mitológicos.
Em 1832, obteve o Prix de Roma. Em Roma, de 1834 a 1837, trabalhou na "Batalha dos gregos e dos troianos". Esta enorme pintura foi exibida em Paris em 1839 sem encontrar o aval dos críticos de arte da época.